# Dajmony

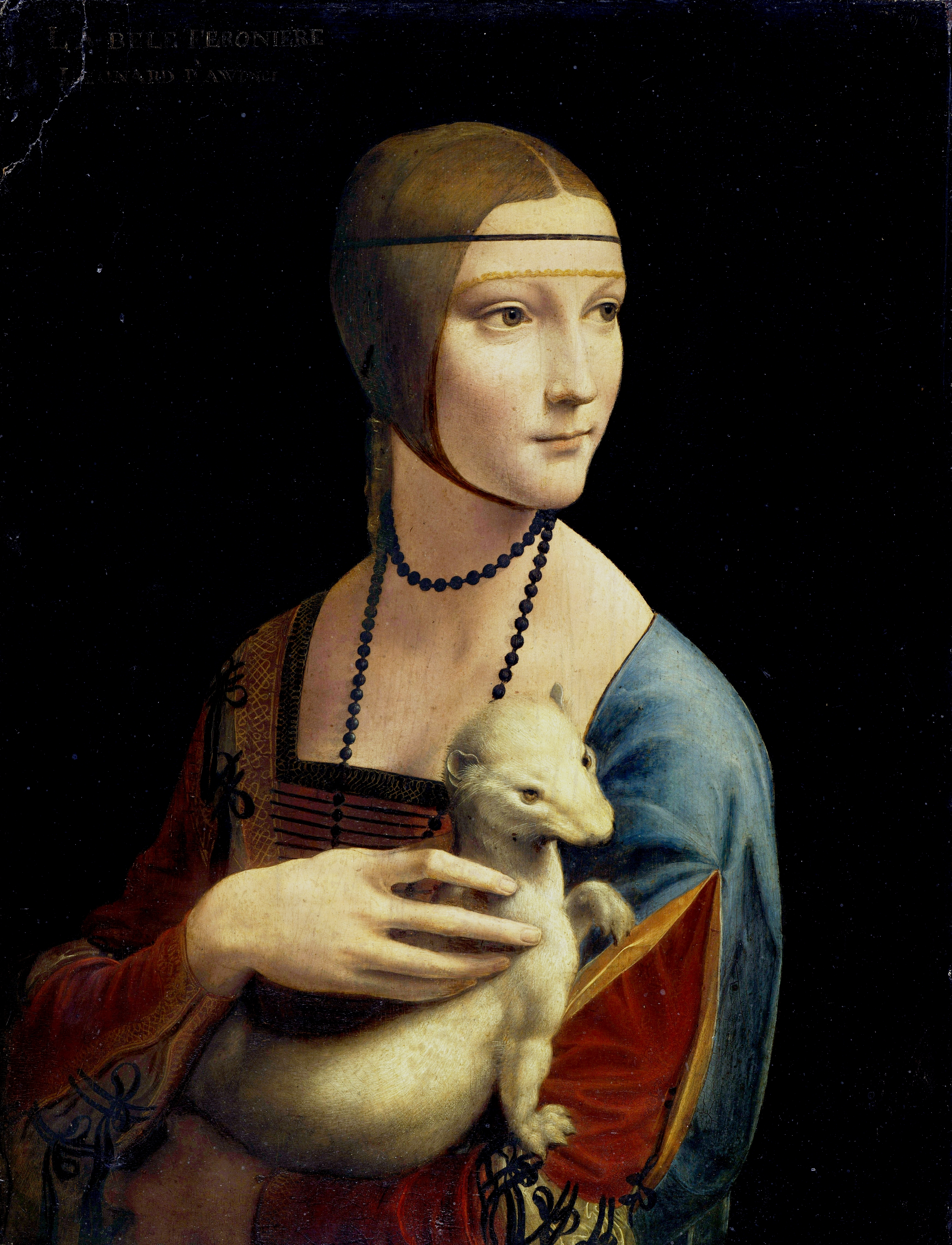
Dama z gronostajem (1489-90) Leonarda da Vinci, wraz z dwoma portretami autorstwa Giovanniego Battista Tiepolo i Hansa Holbeina młodszego, były inspiracją dajmonów Pullmana.

Dajmony (ang. Daemon) w powieści Philipa Pullmana zatytułowanej Mroczne materie są manifestacjami dusz świadomych istot. W światach, w których są one materialne, występują poza ciałami ludzi przybierając postaci zwierząt. Swym wyglądem reprezentują osobowość człowieka, którego są częścią. Dajmony, należące do dzieci, mogą zmieniać postać, ukazując w ten sposób zmienną naturę dziecięcych umysłów, jednak gdy ich podopieczni dojrzewają, dajmony przybierają jedną, ostateczną postać, w której pozostają do końca życia.
Więzi łączące ludzi z ich dajmonami są intymne, kontakty między ludźmi a dajmonami do nich nienależącymi, uznawane są za tabu, choć kontaktowanie się ze sobą samych dajmonów jest rzeczą naturalną.
Wiele charakterystycznych cech dajmonów odpowiada koncepcjom psychologii i wierzeniom różnych kultur.

## Postać
W świecie Lyry, ludzkie dusze przyjmują postacie zwierząt zwanych dajmonami. Dajmony posiadają osobne tożsamości, mimo iż są nierozłącznymi częściami ludzi (tzn. są jedną istotą w dwóch ciałach).
Powieść sugeruje iż w naszym i w innych światach, dajmony są złączone ze swoimi ludźmi, nie posiadając przez to żadnej zewnętrznej formy. Jedynym uniwersum w którym są one materialne miał być świat Lyry. (W czasie przechodzenia ze świata w którym dajmony są, do świata w którym nie są materialne, zachowują one swoją materialną postać.)
Dajmony mogą swobodnie dotykać siebie nawzajem, jednak za "największe naruszenie etykiety" uznaje się sytuację gdy ktoś dotyka dajmona innej osoby (nawet w walce większość żołnierzy nie odważyła by się dotknąć dajmona swego przeciwnika), choć istnieją wyjątki (np. między kochankami). Dotknięcie czyjegoś dajmona wywołuje utratę sił u osoby której dajmona dotknięto.
Dajmony dzieci nie mają stałej postaci i mogą zmieniać się zważywszy na okoliczności i zachcianki. Gdy dzieci stabilizują się w jednej osobowości (około wieku dojrzewania), ich dajmony "sytuują" się w jednej stałej formie, której celem jest ukazywanie charakterystycznych elementów osobowości danej osoby. Na przykład osoba z dajmonem psem zazwyczaj jest posłuszna autorytetom, a osoba z dajmonem kotem, wprost przeciwnie, może być bardzo niezależna. Możliwość nadzwyczajnej zmiany w osobowości (np. przez dramatyczne wydarzenie), a przez to zmiany postaci dajmona, nie została opisana w powieści. Na początku trylogii, Lord Asriel twierdzi, że gdy dajmon osoby się sytuuje, osoba ta jednocześnie zaczyna przyciągać do siebie Pył.
Dajmony są zazwyczaj przeciwnej płci niż ludzie, jednak w występują przypadki gdy są one tej samej płci. Philip Pullman przyznaje że przyczyna tego jest nieznana, nawet dla niego samego. Twierdzi także, że może to być oznaka homoseksualizmu danej osoby, lecz może równie dobrze być znakiem czegoś zupełnie innego np. zdolności widzenia przyszłości. Pojedyncza wzmianka o osobach z dajmonami tej samej płci występuje w Zorzy Północnej, gdzie opisane są one jako rzadkie i łagodne.

## Życie
Nie zostało opisane kiedy i jak dajmon zostaje "narodzony", czy też jaka jest ich pierwotna postać. Gdy człowiek umiera, jego dajmon rozpływa się jak "atomy dymu", podobnie, gdy ginie dajmon, umiera także i człowiek. Pochodzenie imion dajmonów nie zostało opisane w trylogii, jednak zapytany o to Pullman wyjaśnił, iż nadane one zostają przez dajmony rodziców dziecka. Jako iż Will Parry pochodził z naszego świata, jego dajmona nie miała imienia, została więc nazwana Kirjava (fińska nazwa znacząca "cętkowana" lub "wielokolorowa") przez Serafinę Pekkala. W Magicznym nożu, gdy Marisa Coulter próbowała zastraszyć Lorda Boreala, jej dajmon-małpa głaskał dajmonę-węża Lorda Boreala w niemalże romantyczny sposób.

## Oddzielanie
Zazwyczaj osoba i jej dajmon muszą pozostawać blisko. Siłowe odciąganie osoby od jej dajmona powoduje niewyobrażalne cierpienie psychiczne i emocjonalne, często powodujące także śmierć. Jednak niektóre ludy znalazły sposoby na to by ich dajmony stały się odrobinę bardziej mobilne. Wiedźmy, jak i szamani, muszą podjąć wyczerpującą rytualistyczną przeprawę, w którą nie mogą zabrać ze sobą swoich dajmonów, dzięki czemu po powrocie uzyskują możliwość oddalania się od nich na znaczne odległości.
W powieści specjalna gilotyna używana jest przez Generalną Radę Oblacyjną w celu rozdzielania dajmonów od ludzi bez zabijania obojga (proces ten zwany jest "intercyzą"). Jednakże w przeciwieństwie do duchowej wędrówki podejmowanej przez wiedźmy i szamanów, przy wykorzystaniu tej metody człowiek traci na zawsze więź łączącą go ze swym dajmonem, traci duszę stając się zombi niezdolnym do niezależnej myśli, nie posiadającym własnej osobowości. Generalna Rada Oblacyjna udoskonala ten proces, choć wciąż zdarzają się przypadki śmiertelne – Lyra w czasie swej wędrówki spotyka chłopca, który umarł nie mogąc znieść życia bez swojego dajmona. Proces rozdzielania wytwarza ogromne ilości energii, która została wykorzystana np. przez Lorda Asriela w celu stworzenia mostu łączącego wymiary.
W części historii zawartej w książce opisane jest jak Lyra i Will wkraczają do świata umarłych i zostają oddzieleni od swoich dajmonów. Oboje cierpią z tego powodu lecz pozostają żywi. Ostatecznie dzięki tej przygodzie Lyra, tak jak wiedźmy, otrzymuje możliwość oddalania się od swojego dajmona na duże odległości.
Cittàgazze cieszy się złą sławą z powodu Spektr, duchopodobnych stworzeń które przyciągane są jedynie przez dorosłych. Gdy dorosły zostaje zaatakowany przez Spektra, jego dajmon znika, a sam człowiek całkowicie traci zainteresowanie otaczającym go światem.

### Dajmony w naszym świecie
Koncepcje podobne do dajmonów znane są od tysięcy lat. Można je znaleźć w wyznaniach wielu kultur, przykładowo: Flygje z nordyckiej mitologii, Naguale i Tonale z mitologii azteckiej, aku-aku z Wysp Wielkanocnych, a także chanule z wierzeń Tzeltalów. Duże podobieństwo posiada także Jungowska koncepcja Animy/Animusa.
W powieści Mary Malone przekonuje się o tym, że przy odpowiedniej wprawie, także i w naszym świecie możliwe jest ujrzenie dajmonów u ludzi, którzy nawet nie zdają sobie sprawy z ich istnienia. Z tego wynika, że każdy z nas ma dajmona, ale zazwyczaj nie potrafimy ich dostrzec ani z nimi rozmawiać.